# Phaonia fraterna
Phaonia fraterna este o specie de muște din genul Phaonia, familia Muscidae, descrisă de Malloch în anul 1923.
Este endemică în New Hampshire. Conform Catalogue of Life specia Phaonia fraterna nu are subspecii cunoscute.